# Apelsin
Apelsin (Estisch voor sinaasappel) is een Estische rockband. Hun tekst is zowel in het Estisch als in het Russisch te horen. 

## Bandleden
De oprichters van de band waren Tõnu Aare, Ants Nuut, Harry Kõrvits en Jaan Arder. Gunnar Kriik, Ivo Linna en Mati Nuude werden in 1975 lid van de band. In 1989 verlieten Arder, Linna en Kõrvits de band. Arder werd lid van Hortus Musicus en Linna en Kõrvits sloten zich aan bij de band Rock Hotel. In 1999 maakte Apelsin een comeback in de huidige formatie.